# TV UNSA
Televisora Universitaria TV UNSA Canal 45 (más conocida como TV UNSA) es un canal de televisión abierta peruano, propiedad de la Universidad Nacional de San Agustín de Arequipa. Su programación es de carácter informativo y cultural. Emite desde el Pabellón de la Cultura de la UNSA en la facultad de Ingenierías. 

## Historia

### Antecedentes: Televisora Sur Peruana
La historia del canal se remonta a 1959 cuando, por iniciativa del empresario Jack Dwyre, se crea Televisora Sur Peruana TSP Canal 2; mediante un convenio con esta casa superior de estudios, se instalaron los estudios de la emisora en el Pabellón de la Cultura. El 15 de agosto de este año, TSP salió al aire por primera vez. 
Los programas, que inicialmente fueron conferencias, diálogos académicos e informativos, eran en vivo y en la primera transmisión inaugural se presentó la Miss Universo 1958, Gladys Zender.
La Universidad Nacional de San Agustín sería así la primera casa superior de estudios en Sudamérica en contar con un medio de comunicación como la televisión (la Pontificia Universidad Católica de Chile le siguió solo días después). En ese sentido, fue destacable la labor de su Instituto de Extensión Cultural que estuvo a cargo del doctor Gustavo Quintanilla Paulet. Una publicación de la época, recordaba que:

«...el convenio que permite contar con Televisión Universitaria es una prueba del desarrollo de Arequipa, tanto en el aspecto material cuanto en lo que concierne al espíritu, pues los hombres de negocios que dirigen Televisora Sur Peruana S. A. saben que el progreso económico de un pueblo debe llevar al progreso cultural...»

El terremoto del 15 de agosto de 1960 causó serios daños al Pabellón de la Cultura, viendo la necesidad de trasladarse a un nuevo local ubicado en la Calle Don Bosco.
En abril de 1968 fue vendido a Panamericana Televisión, la cual sigue operando el canal 2 como filial hasta la actualidad.
La UNSA, a través de su Facultad de Ciencias de la Comunicación, continuó coproduciendo programas tanto para el Canal 2 (como filial de Panamaricana) y para Televisión Continental, de las que se encargó de coberturas especiales como los Corsos de la Amistad, la visita del Papa Juan Pablo II en 1985, entre otras.

### Regreso a la televisión
El 1 de octubre de 1991, durante el rectorado de Juan Manuel Guillén, se creó el centro de producción TV UNSA; de aquella época, destaca el programa concurso escolar 20, cuyas primeras temporadas se emitieron por el canal 2 de Arequipa, filial de Panamericana Televisión.
Además produjo spots publicitarios, documentales, videos musicales, entre otros.
En 1996, TV UNSA salió al aire como canal de televisión a través del canal 45 en la banda UHF de televisión terrestre, con programación de corte cultural e informativo.
En 1998 salió temporalmente del aire, pero regresó a emitir a partir de 2001.

## Logotipos

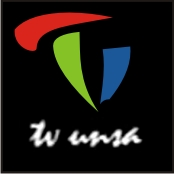
Primer logo de TV UNSA

- 1991-1998: Tres líneas irregulares de colores rojo, verde y azul que forman una figura que representa las letras T y V a la vez, debajo de este, el texto «TV UNSA» en minúsculas en letra ligada.

- 2001: El texto «Canal» en mayúsculas. Debajo de este, el número 45 estilizado y debajo el texto «UHF»

- 2001-2002: El número 45 estilizado (de forma distinta al anterior) delante de un globo terráqueo. Debajo de este, estaba el texto «Televisora Universitaria» en mayúsculas.

- 2002-2006: Se volvió a utilizar el logo usado entre 1991 y 1998, con la diferencia que ahora el texto «TV UNSA» estuvo escrito con otro tipo de letra.

- 2006-2008: El mismo logo anterior, el texto inferior pasó a la derecha y abandonó la sigla «TV» (que ya estaba sobreentendida en el logotipo) quedando solo «UNSA» en minísculas.
- 2008-Actualidad: Un cuadro con el texto «TV» entrelazado abarcando todo este, los espacios vacíos del cuadro están rellenados con los colores rojo, verde y azul usados también en el logo anterior, debajo de este, el texto "unsa"
- Desde el 2020 se inició el cambio de contenidos de TV UNSA, se realizó alianzas estratégicas con las Escuelas Profesionales de la Universidad para producir programas variados, educativos y culturales.
- Actualmente tiene una programación variada transmitidos en multiplataforma: UNSA INVESTIGA, CONEXIÓN UNSA, ARTE Y ESCENA, PSICOSALUD,  TV UNSA NOTICIAS, ZONA ALIMENTARIA, ENLACE MÉDICO,  ENFOQUE LABORAL,  MÁS TURISMO, EL EXPRESO DE LA MAÑANA, BUENA ONDA, entre otros.
- TV UNSA forma parte de la Red de Radios  y Televisoras Universitarias de la Red Peruana de Universidades.